# سارة بيرلس
سارة بيرلس هي ممثلة مغربية-برتغالية، ولدت في فرنسا لأم مغربية وأب برتغالي أمضت طفولتها في المغرب ، في ملقة ، حيث حصلت على شهادة الثانوية العامة قبل الانتقال إلى باريس لبدء دورة مكثفة لمدة ثلاث سنوات في كلية دراما المرموقة ، Les Cours Florent بعد التخرج بدأت الدراسات العليا في كلية الطب في باريس بعد عدة سنوات في فرنسا ، انتقلت الي لندن حيث شاركت في الإعلانات التجارية والأفلام القصيرة وفي Never Let go ، الذي صدر في عام 2015. ثم شاركت في تصوير العديد من الأفلام الروائية، عُرفت بدورها في فيلم صوفيا من إخراج مريم بن مبارك سنة 2018 الذي فاز بجائزة أفضل سيناريو بمهرجان كان السينمائي 2018 في قسم «Un Certain Regard».

## حياتها الفنية
انطلق عمل سارة بيرليس الفني في عام 2015 بعدما قدّم لها المخرج هاورد ج. فورد دوراً في فيلمه الروائي "لا تترك بداً" (Never Let Go). ظهرت في المغرب لأول مرة  في عام 2017، في فيلم نور الدين لخماري "Burn Out". تم اختيار الفيلم في مهرجان الفيلم الدولي في دبي وفي مهرجان الفيلم في طنجة. قامت سارة في نفس العام بتصوير "صوفيا" لمريم بنمبارك، الذي عرض لأول مرة في عام 2018 في قسم Un Certain Regard في مهرجان كان السينمائي. في عام ٢٠١٨، قامت بتصوير 2018 الموسم الثاني من سلسلة "الفريق"، وانضمت إلى فريق Los Nuestros 2 على قناة تلسينو (Telecinco). شاركت في نفس العام في سلسلة معهد موفيستار بلس.

## أعمالها
شاركت سارة بيرلي في العديد من الأعمال الفنية والمسلسلات التي حققت من خلالها شهرة كبيرة. وشاركت في العديد من الإعلانات التجارية، عملت في عالم التمثيل العديد من المجالات ،كما انتقلت إلى لندن للمشاركة في العديد من الإعلانات التجارية. كما انضمت إلى العديد من الأفلام القصيرة واكتسبت شعبية كبيرة في العديد من الدول العربية، حيث لديها معجبين وجماهير من دول مختلفة حول العالم. وقد تلقت العديد من دروس التمثيل لإتقان دورها ببراعة. ومن أهم أعمالها:
- 2023: مال الدنيا (مسلسل) ، من تأليف : رشاد حمان، ونجيب التادلي، ومن إخراج: أحمد أكساس، وشاركها في العمل: رشيد الوالي، ودلال الغزالي، وقامت فيه سارة بدور " دنيا".
- 2021: الماضي لا يموت مسلسل-(ج2) من تأليف: أمينة الرايسي ، وجواد لحلو، ومن اخراج : هشام الجباري، وشاركها في العمل: نسرين الراضي، ورشيد الوالي، وقامت فيه سارة بدور " راضية الغالي".
- 2019: الماضي لا يموت (مسلسل) ، من تأليف: أمينة الرايسي ، و جواد لحلو، ومن اخراج : هشام الجباري، وشاركها في العمل: نسرين الراضي، ورشيد الوالي، وأمين الناجي.
- 2018: صوفيا (فيلم) من تاليف واخراج: مريم بنمبارك، وشاركها في العمل: مها العليمي، ولبني ازبال، وقامت فيه سارة بدور "لينا".
- 2018: صمت الفراشات (فيلم) من تأليف: نادية هدي ، ومن اخراج: حميد باسكيط، وشاركها في العمل خالد البكوري ، ورشيد الوالي. ولعبت فيه سارة دور "ياسمين".
- 2017: بورن آوت ( فيلم) من تاليف واخراج: نور الدين لخماري، وشاركها في العمل: انس الباز، ومرجانة العلوي، وقامت فيه سارة بدور "عايدة".
- 2016: الغول (مسلسل) من تأليف : رضا علالي، و جواد لحلو ، ومن اخراج: جون لوك هيربولو، وعلاء أكعبون، وشاركها في العمل : أسعد بواب ، وموسي ماسكري.[4]

## روابط خارجية
- سارة بيرلس على موقع IMDb (الإنجليزية)
- سارة بيرلس على موقع ألو سيني (الفرنسية)
- سارة بيرلس على موقع قاعدة بيانات الفيلم (الإنجليزية)